# Князьки (заказник)
Князьки́ — гідрологічний заказник місцевого значення в Україні. Розташований у межах Ічнянського району Чернігівської області, між містом Ічня і селом Хаєнки (оточений територією заказника Софіївка-Романівщина). 
Площа 65 га. Статус присвоєно згідно з рішенням Чернігівського облвиконкому від 27.12.1984 року № 454; від 28.08.1989 року № 164. Перебуває у віданні ДП «Прилуцьке лісове господарство» (Жадьківське л-во, кв. 23-26). 
Статус присвоєно для збереження лучно-болотного природного комплексу на заплаві річки Іченьки. Серед рослинності переважають вільшняки з високотрав'ям. Деревостан розріджений, за участю верби і чагарників. На території заказника зростає рідкісний вид — верба Старке (занесений до Червона книга України). 
Заказник «Князьки» входить до складу Ічнянського національного природного парку.